# فريثي (كورنوال)
فريثي (بالإنجليزية: Freathy)‏ هي قرية تقع في المملكة المتحدة في كورنوال.